# TCDD E40000 sorozat
A TCDD E40000 sorozat egy török B'B' tengelyelrendezésű 25 kV 50 Hz AC áramrendszerű villamosmozdony-sorozat. A TCDD üzemelteti. Összesen 15 db készült belőle 1969-ben a Groupement 50Hz-nél.